# ぷらっとわらび

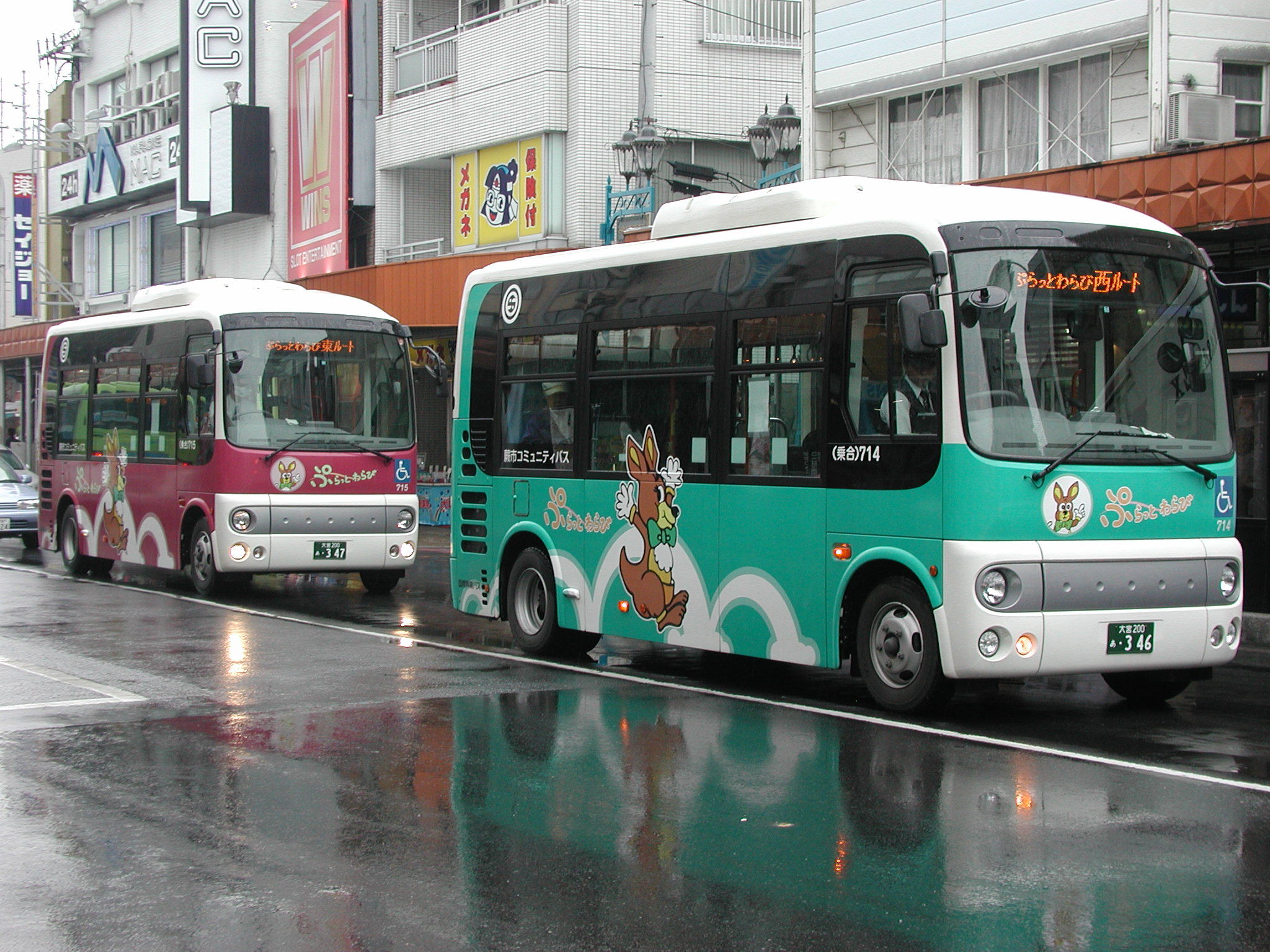
各方面へ向かう『ぷらっとわらび』
（蕨駅西口付近にて）

ぷらっとわらびとは、埼玉県蕨市内を循環して運行されるコミュニティバス路線の愛称名。正式名称は「蕨市コミュニティバス」である。運行は国際興業バス戸田営業所に委託している。

## 概要
運賃は全区間とも、中学生以上100円・小学生50円の均一制で、乗車時に運賃を支払う（未就学児の運賃は無料）。また、75歳以上、または身体障害者手帳・療育手帳・精神障害者手帳所持者は、蕨市発行の無料パス提示で無料(介護を要する障害者の介護人含む)。
西ルート(体育館先回り)・西ルート(市役所先回り)・南ルート・東ルートの4路線が存在する。なお、蕨駅西口にて他ルートへの乗り継ぎをする場合には無料乗継券を発行している。
ICカード：PASMO・Suicaが利用できる。ただし国際興業バスの自社回数乗車券、1日乗車券、バス共通カードは利用できない。
運行期間は年末年始期間（12月29日 - 翌年1月3日まで）を除いて毎日運行される（ただし、悪天候時や降雪時の場合には運休される場合がある）。

## 沿革
- 2002年3月29日 - 東・西の2ルートで運行を開始。
- 2005年1月4日 - 南ルートの運行を開始すると同時に、車両1台（オレンジ塗装）を増車。東・西の2ルートの運行経路を一部変更。
- 2008年4月17日 - クセニッツ車2台の置き換えとして、国産車：日野・ポンチョ（2代目：ショートボディ車）×2台を投入し、運用を開始。
- 2009年5月20日 - 乗車100万人を突破（参考）。
- 2009年11月30日 - クセニッツ車のオレンジ塗装がこの日をもって運用終了（国産車置き換えに伴い、インターネット公売にて売却）。
- 2009年12月1日 - クセニッツ車のオレンジ塗装の置き換えとして、同色の国産車：日野・ポンチョを投入し、運用開始。[2]
- 2011年3月15日～3月24日 - 東北地方太平洋沖地震による燃料調達困難を理由に、全路線・全便とも終日運休。[3]
- 2019年12月14日 - 乗車300万人を突破（参考）。
- 2020年3月27日 - 西ルート逆回り(市役所先回り)運行を開始。南ルート・東ルートの運行経路を一部変更。循環運行の中止。

## 現行路線
■東ルート（右回り循環）
- 蕨市01 ：蕨駅西口→蕨駅東口入口→東中学校→あずま公園→市民公園→蕨市役所→蕨駅西口

■西ルート(体育館先回り)（左回り循環）
- 蕨市02A ：蕨駅西口→市民体育館→蕨高校→総合社会福祉センター→富士見公園→蕨市役所→蕨駅西口

■西ルート(市役所先回り)（右回り循環）
- 蕨市02B ：蕨駅西口→蕨市役所・歴史民俗資料館→富士見公園→総合社会福祉センター市立病院・保険センター→市民体育館→蕨駅西口

■南ルート （左回り循環）
- 蕨市03 ：蕨駅西口→蕨市水道部前→河鍋暁斎記念美術館→南公民館→市立図書館→蕨駅西口→蕨市役所→蕨駅西口

## 車両
- 日野・ポンチョ（2代目：ショートボディ<LED行先表示器搭載>） - 4台で運行。
予備車で714号車のポンチョがあり、1台車両点検があると代走するが、専用車両が2台以上車両点検に入った場合、同路線の専用方向幕が収録されたいすゞ・ジャーニーJ、または日野リエッセが代車として使われる場合がある。

### 現在使われている車両

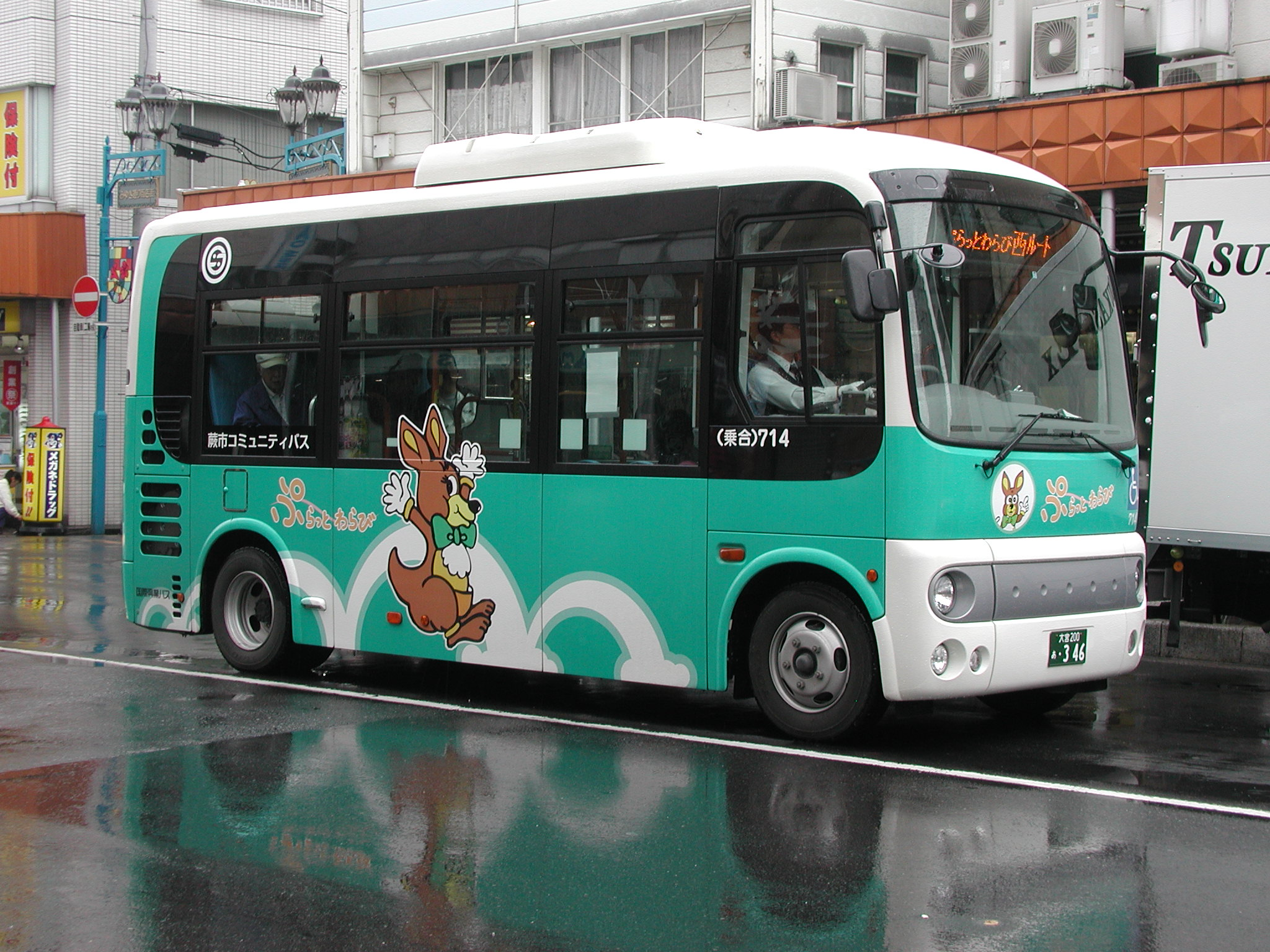
2代目・緑塗装（国際興業戸田営業所所属・社番：714）：クセニッツ車を置き換える目的に投入された車両である。
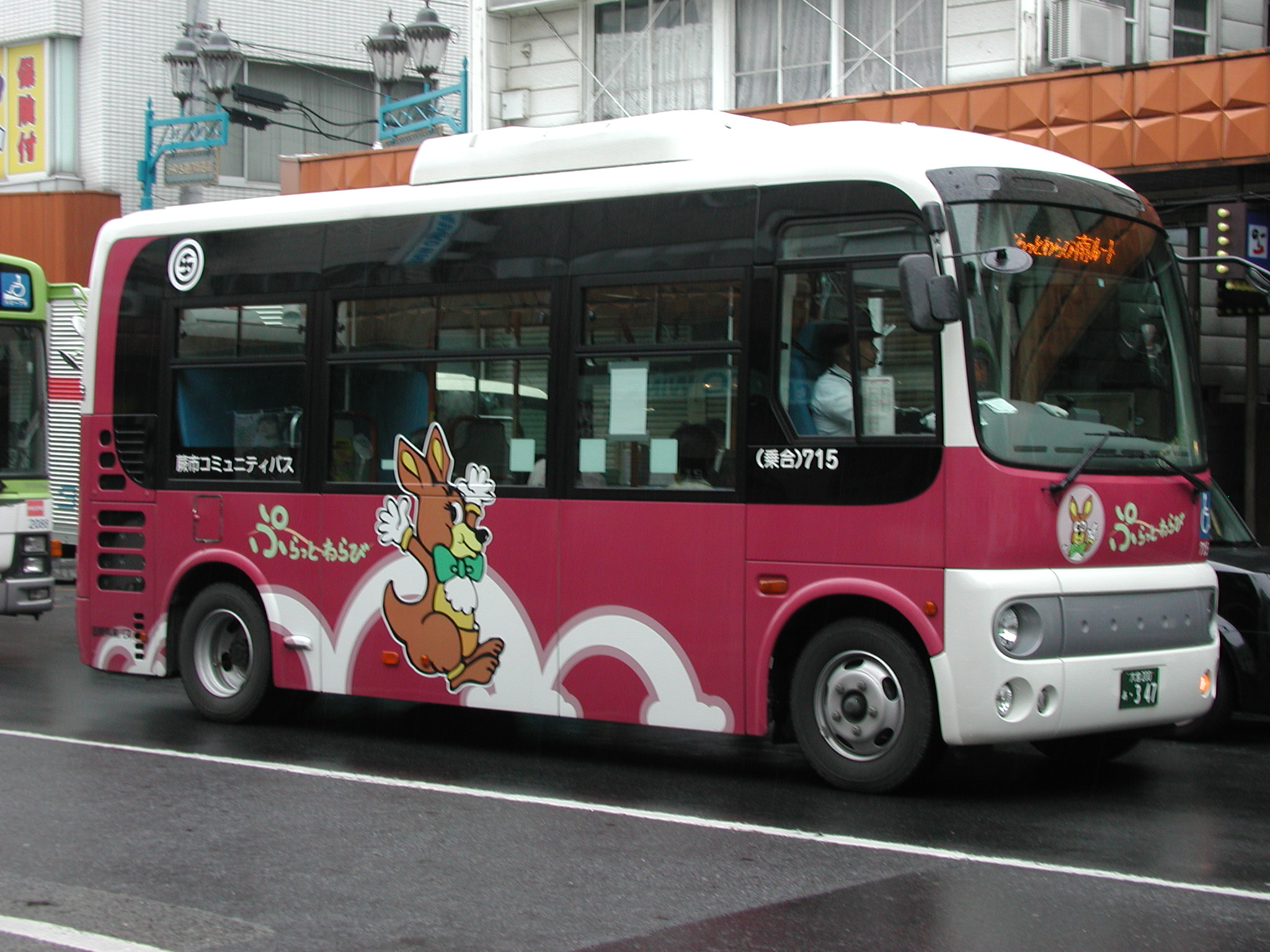
2代目・赤塗装（国際興業戸田営業所所属・社番：715）：こちらもクセニッツ車を置き換える目的に投入された車両である。
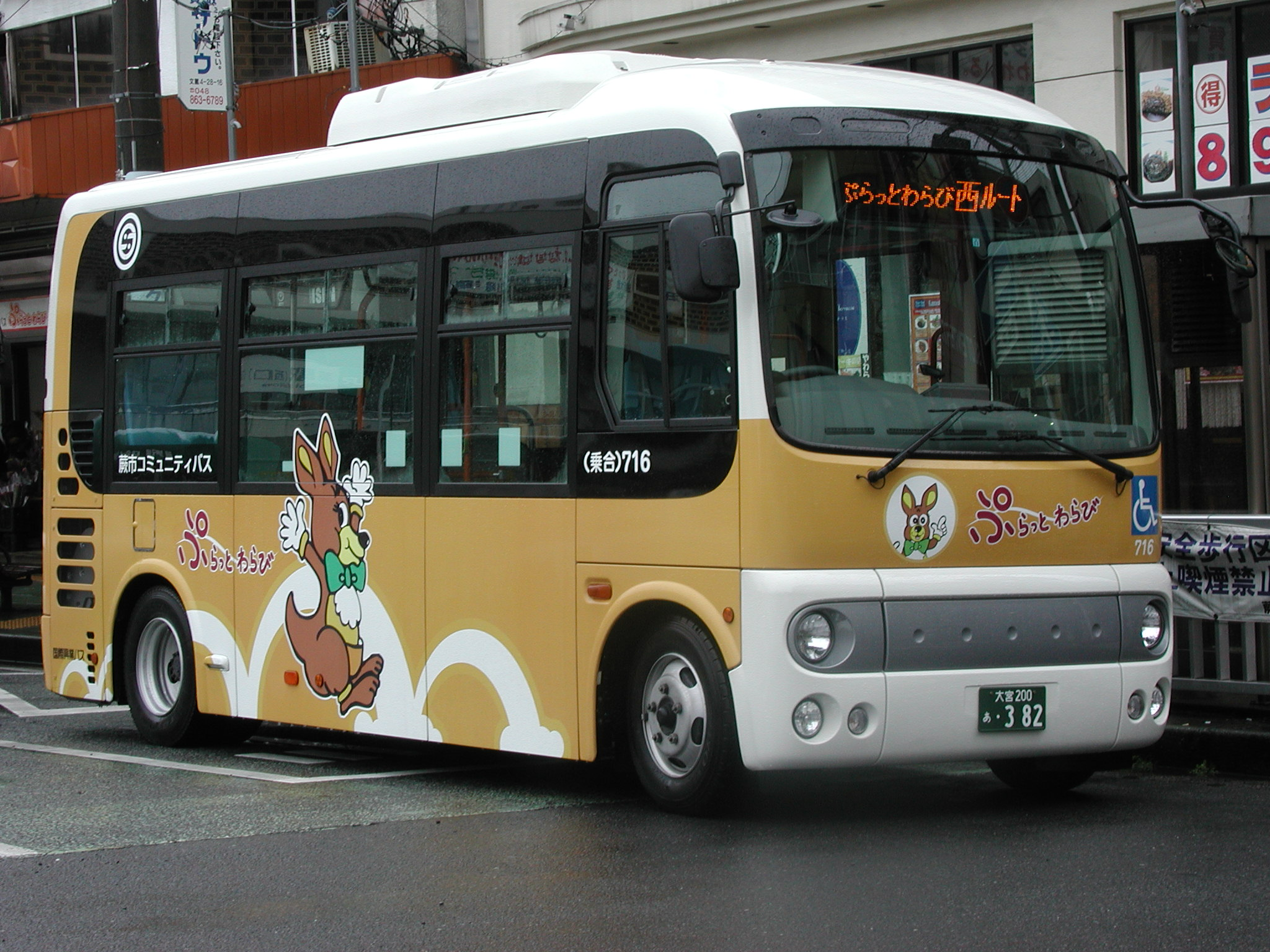
2代目・オレンジ塗装（国際興業戸田営業所所属・社番：716）：2009年12月1日より使用開始し、こちらもクセニッツ車を置き換える目的に投入された車両である。
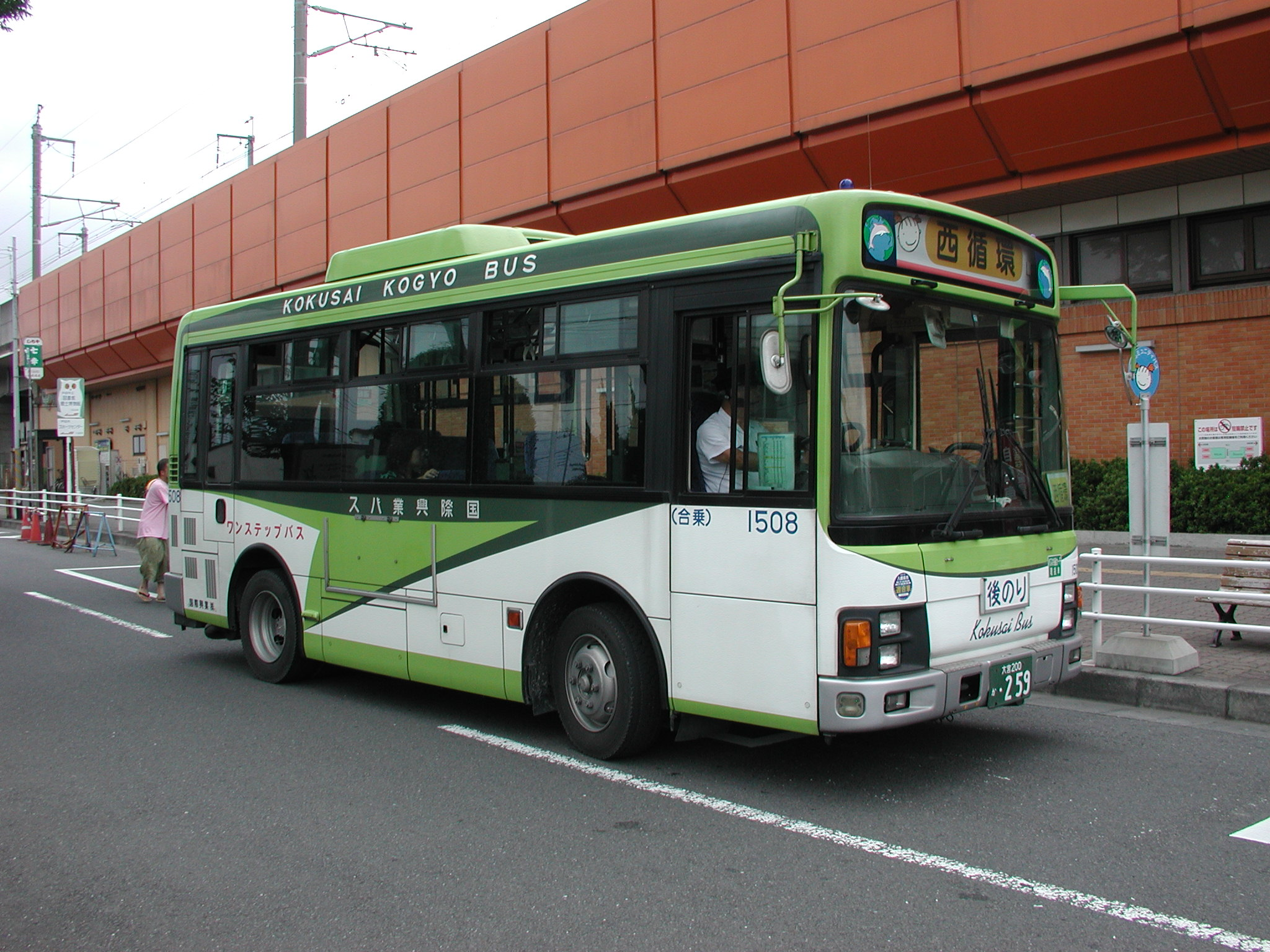
1台でも点検に入った場合に運用される国際興業塗装による代車（国際興業戸田営業所所属・社番：1508・いすゞKK-LR233E1） ※：参考画像として、toco西循環運用時のものであり、このタイプの車両には同じぷらっとわらび専用幕が収録されている。

### 過去の車両
運行開始当初よりクセニッツCITY-IIを運用されてきたが、前述の日野・ポンチョへの置き換えに伴い、順次運用離脱した。
理由としては、クセニッツのディーラーが輸入業務からの撤退による影響によって部品の調達が困難となったことから、維持管理や安全性の向上などを理由に置き換えることとした。
初期に投入された緑塗装と赤塗装の2台については、自動車修理会社に処理を依頼し、必要な部品のみを取った上でスクラップ処理された。
3台目に投入されたオレンジ塗装についても、同色の国産車への置き換えに伴い、2009年11月30日の運行をもって引退し、Yahoo!オークションのシステムによるインターネット公売にて売却されることになった。

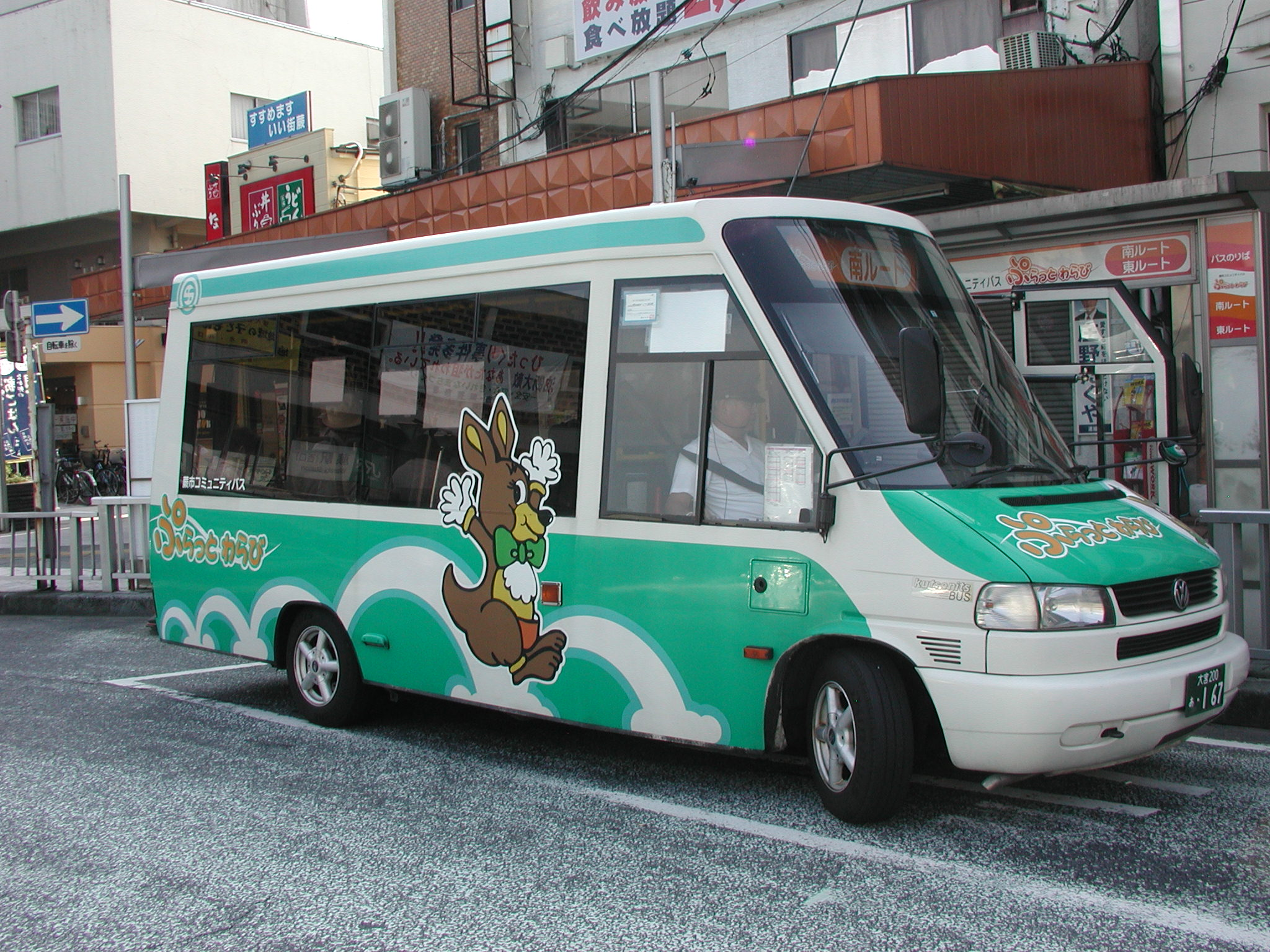
初代・緑塗装（国際興業戸田営業所所属・社番：203）：解体済
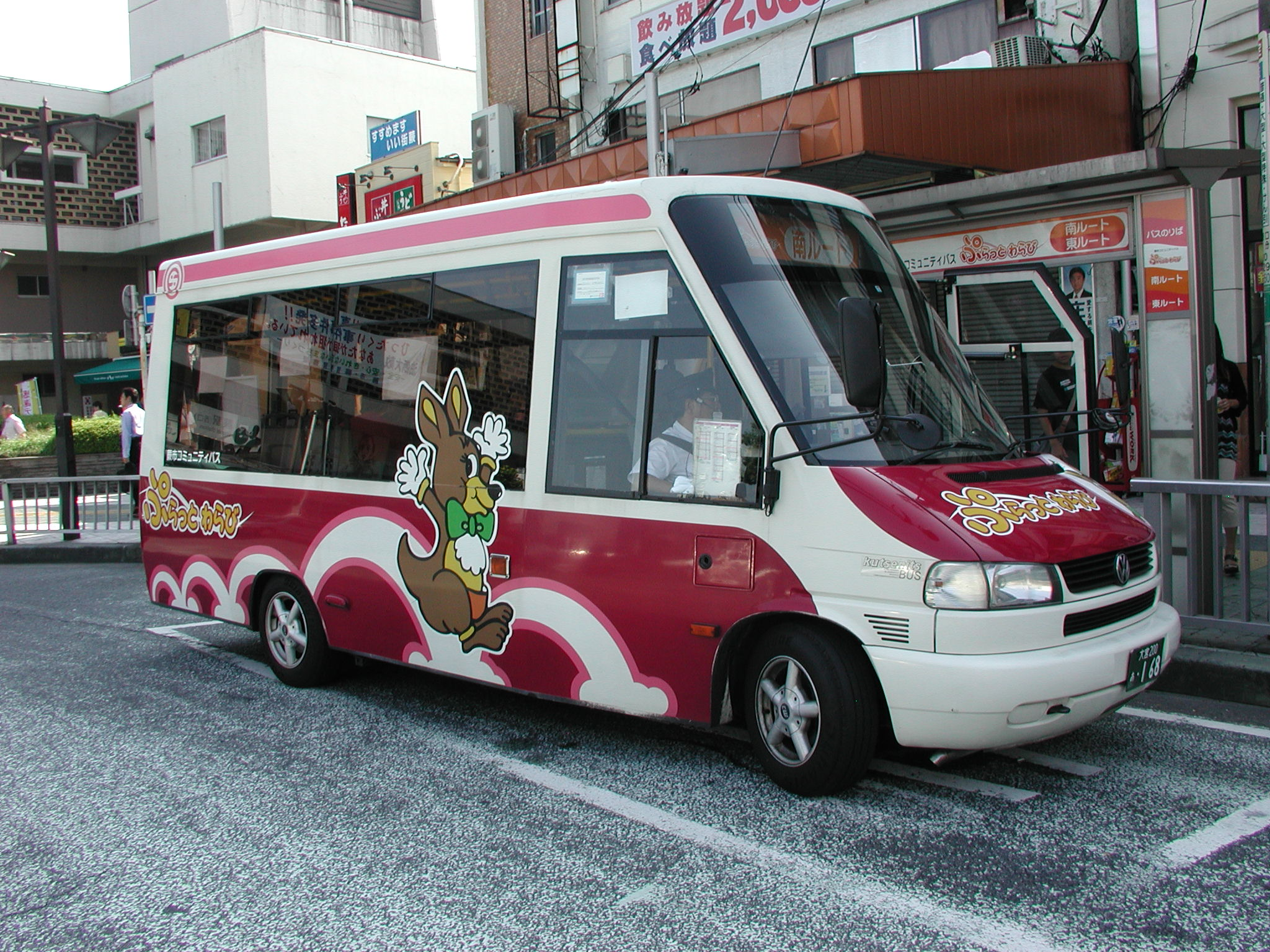
初代・赤塗装（国際興業戸田営業所所属・社番：204）：解体済
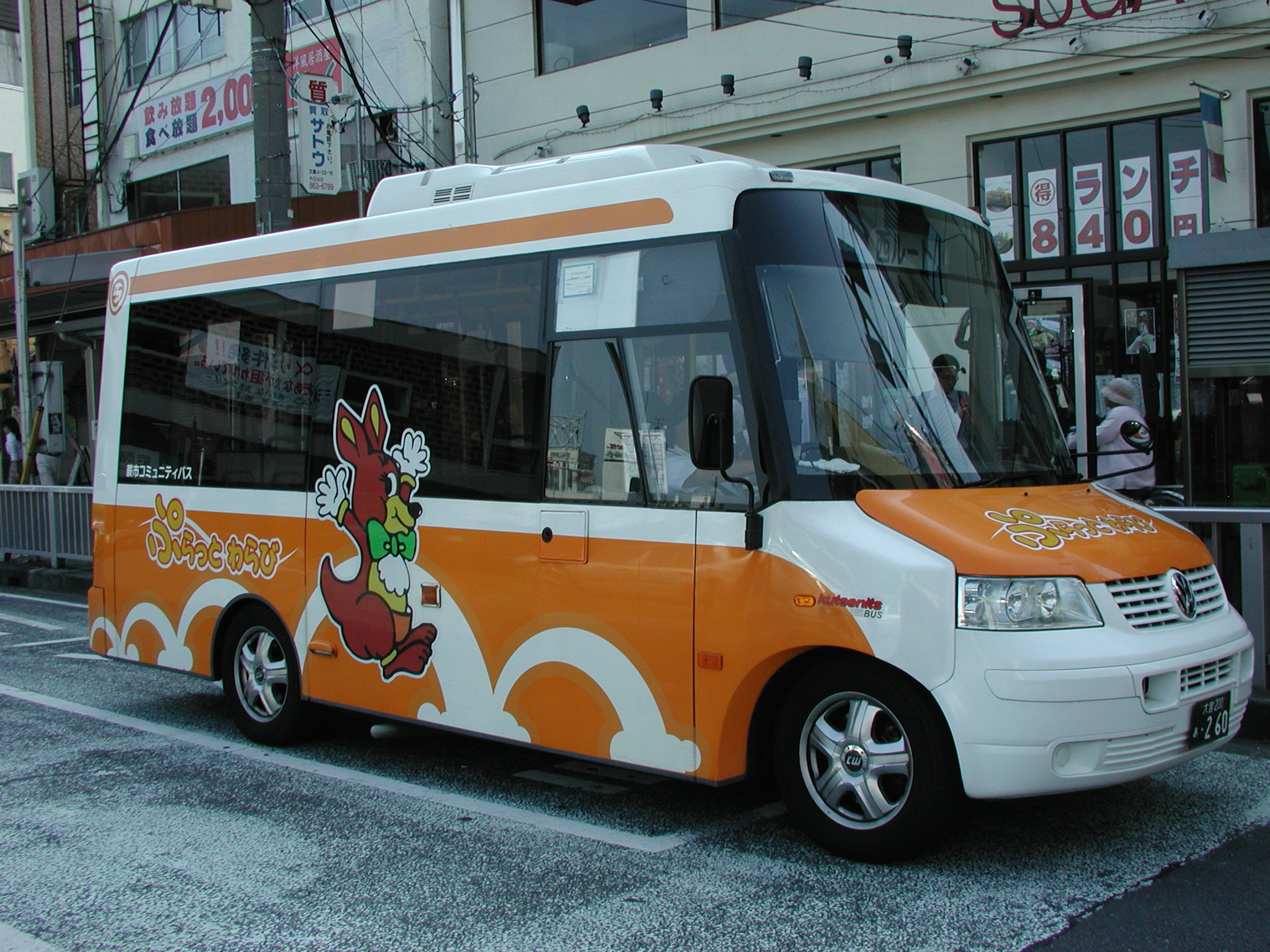
オレンジ塗装（国際興業戸田営業所所属・社番：205）：こちらは南ルート新設時に増車された車両である。：売却済